# George H. Hitchings
George Herbert Hitchings (n. 18 aprilie 1905, Hoquiam⁠(d), Washington, SUA – d. 27 februarie 1998, Chapel Hill, Carolina de Nord, SUA) a fost un chimist american, laureat, în anul 1988, al Premiului Nobel pentru Fiziologie sau Medicină împreună cu Sir James Black și cu Gertrude Elion „pentru descoperirea unor principii importante pentru tratamentul medicamentos”, Hitchings în mod special pentru activitatea sa în domeniul chimioterapiei.

## Biografie
Hitchings s-a născut la Hoquiam, Washington, în 1905, și a crescut acolo, precum și la Berkeley, California, San Diego, Bellingham, Washington, și Seattle. A absolvit liceul Franklin din Seattle, unde a fost salutatorian (al doilea din toată promoția), în 1923, și de acolo a studiat la Universitatea Washington, pe care a absolvit-o cu diplomă în chimie cum laude în 1927, după ce a fost ales în Phi Beta Kappa ca junior în anul anterior. În acea vară, a lucrat la Stația Biologică Puget Sound a universității, aflată la Friday Harbor pe Insula San Juan , și a obținut o diplomă de master în anul următor pentru teza bazată pe această activitate.
De la Universitatea Washington, Hitchings a mers la Harvard ca profesor fellow, ajungând acolo la Facultatea de Medicină. Înainte să își ia doctoratul în 1933, a intrat în Alpha Chi Sigma în 1929. În următorii zece ani, a lucrat la Harvard și la Case Western Reserve University. În 1942, s-a angajat la Wellcome Research Laboratories, unde a început să lucreze cu Gertrude Elion în 1944. Medicamentele produse de echipa lui Hitchings conțineau 2,6-diaminopurină (un compus folosit pentru tratarea leucemiei) și p-clorofenoxi-2,4-diaminopirimidină (un antidot al acidului folic). Conform autobiografiei sale publicată pe site-ul Premiilor Nobel,
| “ | Linia de cercetare începută de noi în anii 1940 a produs noi terapii medicamentoase pentru malarie (pirimetamină), leucemie (6-mercaptopurină și thioguanină), gută (allopurinol), transplant de organe (azathioprine) și infecții bacteriene (co-trimoxazole (trimethoprimA)). Noile informații aduse de studiile noastre au ghidat cercetările ce au dus la descoperirea unor medicamente antivirale importante folosite în tratarea herpesului (aciclovir) și SIDA (zidovudină). | ” |

În 1967 Hitchings a devenit vicepreședinte însărcinat cu cercetarea la Burroughs-Wellcome. A devenit Scientist Emeritus în 1976. A murit în 1998 la Chapel Hill, Carolina de Nord.